# Corrupção política
| Menos corrupto 90–100 80–89 70–79 60–69 50–59 | Mais corrupto 40–49 30–39 20–29 10–19 0–9 Sem dados |

Corrupção política é o uso de poderes por funcionários do governo ou seus contatos de rede para ganho privado ilegítimo. É a manipulação de políticas, instituições e regras de procedimento na alocação de recursos e financiamento por tomadores de decisões políticas, que abusam de sua posição para sustentar seu poder, status e riqueza.
As formas de corrupção variam, mas podem incluir suborno, o lobismo, a extorsão, o fisiologismo, o clientelismo, o nepotismo, o tráfico de influência, a corrupção e o peculato. A corrupção pode facilitar empreendimentos criminosos, como o tráfico de drogas, a lavagem de dinheiro e tráfico de pessoas, embora não se restrinja a essas atividades. O uso indevido do poder do governo para outros fins, como a repressão de oponentes políticos e brutalidade policial geral, também são considerados corrupção política.
Com o tempo, a corrupção foi definida de forma diferente. Por exemplo, em um contexto simples, ao realizar um trabalho para um governo ou como representante, é antiético aceitar um presente. Qualquer presente gratuito pode ser interpretado como um esquema para atrair o destinatário para atitudes tendenciosas. Na maioria dos casos, um presente é visto como uma intenção de buscar certos favores, como promoção no trabalho, gorjeta para ganhar um contrato, emprego ou isenção de certas tarefas no caso de trabalhador júnior entregar um presente a um funcionário sênior que possa ser a chave para ganhar o favor.
Algumas formas de corrupção — agora chamadas de "corrupção institucional" — se distinguem de suborno e outros tipos de ganho pessoal óbvio. Um problema semelhante de corrupção surge em qualquer instituição que dependa do apoio financeiro de pessoas que têm interesses que podem conflitar com o objetivo principal da instituição.

## Consequências
A corrupção política mina a democracia e a boa governança ao desprezar ou mesmo subverter os processos formais. A corrupção nas eleições e na legislatura reduz a responsabilidade e distorce a representação na formulação de políticas; a corrupção no judiciário compromete o Estado de direito; e a corrupção na administração pública resulta na prestação de serviços ineficiente. Para as repúblicas, viola um princípio básico do republicanismo em relação à centralidade da virtude cívica.
De forma mais geral, a corrupção corrói a capacidade institucional do governo se os procedimentos são desconsiderados, os recursos são desviados e os cargos públicos são comprados e vendidos. A corrupção mina a legitimidade do governo e valores democráticos como a confiança e a tolerância. Evidências recentes sugerem que a variação nos níveis de corrupção entre democracias de alta renda pode variar significativamente dependendo do nível de responsabilidade dos tomadores de decisão. Evidências de estados frágeis também mostram que a corrupção e o suborno podem afetar negativamente a confiança nas instituições.

### Consequências na economia
No setor privado, a corrupção aumenta o custo dos negócios por meio do preço dos próprios pagamentos ilícitos, do custo de gestão da negociação com funcionários e do risco de violação de acordos ou detecção. Embora alguns afirmem que a corrupção reduz os custos com o corte da burocracia, a disponibilidade de subornos também pode induzir os funcionários a criar novas regras e atrasos. Remover abertamente regulamentações caras e demoradas é melhor do que permitir que elas sejam contornadas por meio de subornos. Onde a corrupção aumenta o custo dos negócios, ela também distorce o campo de investigação e ação, protegendo as empresas com conexões da concorrência e, assim, sustentando empresas ineficientes.
Por exemplo, em Uganda, os subornos têm um impacto negativo maior sobre a atividade das empresas do que os impostos . Na verdade, um aumento de um ponto percentual nos subornos reduz o crescimento anual da empresa em três pontos percentuais, enquanto um aumento de 1 ponto percentual nos impostos reduz o crescimento da empresa em um ponto percentual.
A corrupção também gera distorção econômica no setor público ao desviar o investimento público para projetos de capital onde subornos e propinas são mais abundantes. As autoridades podem aumentar a complexidade técnica dos projetos do setor público para ocultar ou pavimentar o caminho para tais negociações, distorcendo ainda mais o investimento.
Economistas argumentam que um dos fatores por trás da diferença de desenvolvimento econômico entre África e Ásia é que na África, a corrupção assumiu principalmente a forma de rent-seeking com o capital financeiro resultante foi transferido para o exterior em vez de investido em casa (daí a imagem estereotipada, mas freqüentemente precisa, de ditadores africanos tendo  contas em bancos suíços). Na Nigéria, por exemplo, mais de $400 bilhões foram roubados do tesouro pelos líderes da Nigéria entre 1960 e 1999.

## Definição jurídica
Corrupção é o ato final e criminalmente punível, iniciado sempre por outro crime menor, nomeadamente falsidade, abuso de poder, abandono de funções, denegação de justiça (...), e cujo objectivo é, gestualmente, verbalmente ou sem respostas, intimidar, consentir, aguardar, aceitar, solicitar ou prometer uma vantagem patrimonial ou não patrimonial indevida, para si ou para terceiro. O acto, se for habitual e continuado, se traduz em prejuízo grave para a economia e, em sequência, cria uma crise ao desestruturar a função utilidade ou a economia do investimento, que assegurariam a igualdade.

### Interpretação
O crime de corrupção acontece normalmente quando um político, funcionário público realiza traição para obter proveito pessoal, omite o dever de assistir, protela por tempo indeterminado, ou abandona astuciosamente a assistência, ou recusa a atribuição do direito, através de falsidade ou qualquer outra forma astuciosas, de forma a obrigar o cidadão a oferecer-lhe vantagem patrimonial ou não patrimonial, aproveitando a sua posição e os apoios ou direitos a atribuir e aproveitando sobretudo a necessidade de quem procura a Administração. A corrupção é promovida pelo próprio Estado porque os políticos e os funcionários vêm nela um modo de fazer renda fácil e rapidamente, mudando depois de cargo ou demitindo-se para ir trabalhar para o estrangeiro ou numa empresa, depois de realizar uma grande renda. Em países como Portugal, a corrupção tem sido um crime promovido e protegido pelos tribunais, de várias maneiras, sendo que em grande parte os magistrados do Ministério Público e os Juízes são da família congénita e/ou política dos funcionários públicos e dos advogados, porque a sociedade é indivisível.
Por conseguinte, para promover a corrupção apenas no meio político e repartições do Estado, acontece o seguinte: a) Não se considera crime os atos preparatórios (artigo 21.º, do CP), o que pode incluir as causas do crime ou a autoria, muito embora sejam as causas do facto ou a idealização e a promoção os crimes maiores e principais na realidade. Se as causas forem omissas e não tidas como crime o crime é imediatamente promovido a direito. O objectivo é proteger o autor político de actos de crime que, sendo cometido por funcionário, é sempre violento em razão da sua abrangência e difusão em pirâmide; b) O Código Penal português define o crime de corrupção com o objectivo de responsabilizar as duas partes, ou seja, de forma a proteger as duas partes que conhecem o meio (designadamente o funcionário e outro familiar seu, ou amigo, ou o superior hierárquico, podendo terem tudo combinado antecipadamente); c) Por outro lado o Estado promove a corrupção em larga escala ao não separar o objectivo da decisão, já que em Portugal a mesma entidade recebe, analisa, decide e paga os apoios sociais e às associações, permitindo também, inconstitucionalmente, realizar transferências das Câmaras Municipais quer para as esquadras de polícia e quer para atribuir apoios financeiros individuais, que vão parar sobretudo aos familiares mais próximos dos presidentes e vereadores. Ou seja, os cidadãos não têm acesso a nada e vai-se alargando o fosso da desigualdade de oportunidades.
Para além disso, quando se reclama, é sempre para a entidade que produziu o erro usando-se a reclamação como forma de motivar o cidadão a procurar a Administração como se fosse a forma de garantir os direitos. Daqui deriva a usura contra a população e a economia paralela (fora da economia informal gerada nas transações da relação social), a desigualdade e a pobreza, pois, para que sobre renda, de modo a trocá-la entre famílias de funcionários, estes recusam quase sempre o concurso aos apoios, ou a programas de investimento através de meios astuciosos, ou pelo menos tentam sempre minimizar a cedência de direitos, ou falsificar documentos e a interpretação das leis, muitas vezes esses direitos são essenciais de modo a não criar o vício de estagnação da vida da pessoa em causa. Para além disso quem não conhece o meio e a forma de fazer a corrupção jamais poderá ter acesso a direitos em Portugal.

## Corrupção do Estado e corrupção social
Defende Calil Simão que não existe corrupção política sem haver corrupção social, ou seja, primeiro a sociedade se corrompe para posteriormente corromper o Estado. A corrupção social se apresenta sempre que os indivíduos não possuem desinteresse individual, ou seja, quando não conseguem sacrificar um interesse particular em prol do interesse coletivo. (ver também Improbidade administrativa)

## Tipos formais de agentes de corrupção
Os agentes que praticam a corrupção são classificados em dois tipos: os agentes de corrupção ativa (agentes que oferecem e/ou dão dinheiro) e os agentes de corrupção passiva (agentes que pedem e/ou recebem dinheiro).
A corrupção é um crime biunívoco no sentido matemático do termo pelo fato de que para cada corrupto existente no domínio governamental existe um outro corrupto no contradomínio privado.
Agentes de corrupção passiva (ou "agentes públicos corrompidos") são governantes ou funcionários públicos que utilizam o poder do Estado para atender às demandas especiais dos agentes corruptores. Governantes são funcionários públicos temporários eleitos democraticamente ou funcionários públicos colocados em cargos de confiança pelos que foram eleitos (em função da legislação).
Agentes de corrupção ativa (ou "agentes privados corruptores" são ou empresários ou gestores de empresas ou gestores de grupos religiosos ou líderes de grupos étnicos ou líderes de grupos de interesse) que buscam aumentar seu poder político e financeiro em relação ao poder político de seus concorrentes do resto da sociedade.
Nem sempre o agente privado é aquele que inicia o acto de corrupção. As leis e normas do serviço público às vezes são usadas pelo agente público para dar início ao ato da corrupção. Por exemplo, o agente público pode não aprovar um pedido de alvará de comércio de um comerciante até que este se disponha a pagar um valor monetário determinado.
Consequentemente, dentro da lógica de uma economia de mercado falseada, este conceito pode tornar-se muito mais complexo. Em países especialmente marcados pela corrupção, frequentemente são os próprios detentores de cargos públicos a tomar a iniciativa de se aproximar, directa ou indirectamente, dos agentes económicos, propondo a concessão de contratos, mediante o pagamento de uma "comissão", em dinheiro ou em espécie.
Em tal contexto, a noção de activo ou passivo ficará claramente distorcida. Com efeito, já não se trata apenas de alguém a tentar viciar, pontualmente, as regras do mercado, obtendo para si ou para uma determinada empresa benefícios especiais, face aos concorrentes. Pelo contrário, antes se trata agora de uma acção encetada por figuras detentoras do poder de decisão, que seleccionam e convidam as empresas de acordo com o nível dos pagamentos que intentam extorquir. No primeiro caso, as regras do mercado são violadas. No segundo, o mercado deixa de funcionar, acabando, em situações extremas, por se verificar o desaparecimento de empresas concorrentes.
Passa, assim, a existir uma espécie de "sociedade" que engloba um reduzido grupo de empresários e os detentores de cargos públicos.
De salientar que corrupção não é um crime sem vítimas. De facto, quando esta se torna endémica, os dinheiros públicos deixam de ser investidos em projectos ou infraestruturas realmente necessários, susceptíveis de melhorar a qualidade de vida das populações, antes ocorrendo em áreas da economia de interesse marginal. As empresas não beneficiadas perdem, os cidadãos sofrem as consequências de investimentos estéreis e, numa óptica global, a sociedade fica mais pobre.
Este tipo de corrupção pode conduzir a fortes distorções do mercado, violando, pelos seus efeitos,as boas práticas de concorrência.
Nos países em que a corrupção é mais endémica, práticas como os "Negócios com o Estado à Mobutu", como era denominada no Zaire a relação entre os agentes privados e o poder político,  ou, em Portugal, a figura do "cambão" (acordo entre empresas e o poder público, que permite a um grupo reduzido de agentes ganhar, rotativamente, os concursos), ou "as Empreitadas à Minhota" (designação conferida em certas localidades transmontanas aos concursos públicos, deferidos em função dos "envelopes" entregues a uma figura do poder local), condicionam fortemente o desenvolvimento económico das regiões.
Em última análise, o fluir da actividade económica não vai ao encontro das reais necessidades das populações, mas sim dos interesses ilícitos dos agentes políticos, em conluio com um reduzido número de empresários — pelas razões óbvias, geralmente no âmbito das obras públicas. Em vez de se fomentar um empreendedorismo criativo e salutar, são antes favorecidas intervenções que trazem um reduzido valor acrescentado ao bem-estar das populações.
Só mediante um efectivo funcionamento das instituições democráticas, de um direito da concorrência implementado de forma rigorosa e, naturalmente, de um controle efectuado por instituições supervisoras, pelos "mass-media" e pela população, em geral, se poderá combater uma tão nefasta prática.
O nome que tem se firmado no mundo ocidental para os crimes desta natureza é "crime de colarinho branco", em função de seus agentes envergarem, geralmente, os trajes que caracterizam o mundo dos negócios ou da política, como terno, gravata e camisa com colarinho branco.
A corrupção política pode ser grande ou pequena e organizada ou desorganizada. Pode se iniciar nos escritórios de agentes políticos e seus partidos, nos escritórios das grandes ou pequenas empresas, nos escritórios de agências governamentais. Pode também se iniciar até mesmo em reuniões sociais como festas de aniversário, de casamento ou de velhos amigos da escola.

## Tipos de crimes de corrupção
Os tipos mais comuns de corrupção são:
- Corrupção ativa, corrupção passiva e concussão;
- Prevaricação e advocacia administrativa
- Suborno ou Propina;
- Nepotismo;
- Extorsão;
- Tráfico de influência;
- Utilização de informação governamental privilegiada para fins pessoais ou de pessoas amigas ou parentes;
- Compra e venda de sentenças judiciárias;
- Recebimento de presentes ou de serviços de alto valor por autoridades.

Presentes de alto valor também são considerados uma forma de suborno. Qualquer presente acima de 200 dólares estadunidenses dado ao Presidente dos Estados Unidos é considerado um presente ao Gabinete da Presidência e não ao próprio presidente (ou a membros de sua família). A lei diz que o Presidente pode comprar o presente do Gabinete se quiser levá-lo consigo quando acabar seu período como funcionário público.

## Aspectos teóricos e o ataque à boa governança
O entendimento e a luta contra o problema da corrupção política se baseiam numa distinção analítica entre a atividade do crime de corrupção propriamente dito e a atividade criminal operacional a ela subjacente.
A associação de ambos os tipos de crimes faz transferir renda da população como um todo para indivíduos ou grupos de indivíduos corruptos ou renda de partes da população (desde um indivíduo até classes sociais inteiras) para indivíduos ou grupos de indivíduos corruptos. A corrupção impede o desenvolvimento econômico da nação ao permitir a extração de renda de setores vulneráveis da população ou de pessoas ou de empresas que conseguiram juntar riqueza patrimonial. A espoliação desta riqueza passa a ser o objetivo dos detentores do poder político.
Agentes de corrupção passiva e dos agentes de corrupção ativa têm como objetivo a obtenção de diferenciais competitivos ilegais para seus empreendimentos, sejam estes legais ou ilegais, formais (uma empresa reconhecida pela sociedade, uma organização não governamental ou uma igreja, por exemplo) ou informais (pessoa comum que presta serviços domésticos, por exemplo).
Diferencial competitivo é uma característica que permite que uma empresa obtenha lucro em sua atuação no mercado de algum bem ou serviço. Diferenciais competitivos clássicos considerados honestos em termos econômicos e legais são por exemplo a obtenção de um custo médio de produção menor que o custo médio de produção das empresas concorrentes em função da escolha e adoção correta de técnicas de produção e/ou em função da empresa possuir uma maior escala de produção.
Diferenciais competitivos ilegais podem variar muito em sua extensão econômica. Uma empresa pode obter através de fraude, por exemplo, um monopólio sobre um setor industrial (ou de serviços) de um Estado concedido através de lei. Os monopólios legais são mecanismos pelos quais a atuação comercial ou industrial em determinado setor é restrita a apenas um empreendimento. Já os oligopólios legais são mecanismos em que a atuação comercial ou industrial em um determinado mercado é permitida a algumas empresas apenas. O lucro monopolístico ou o lucro oligopolístico obtido por empresas legais pode atingir centenas de bilhões de dólares.
Outro diferencial competitivo obtido de maneira ilegal é conseguido através da obtenção, pelos parlamentos, de legislações adequadas. Toda legislação (leis, normas, portarias etc) tem uma razão principal e explícita: a que geralmente está em seu artigo primeiro. Por exemplo, a lei que rege a maneira como os animais devem ser abatidos e sua carne deve ser industrializada tem como razão principal a defesa da saúde pública. No entanto, dentro do ponto de vista econômico, existem razões secundárias e que estão implícitas ao contexto em que a lei é criada e promulgada. Uma das razões secundárias para a multiplicação de leis é a criação de dificuldades para que nem todos possam ter acesso ao mercado de modo a se criar um mercado em situação de monopólio ou oligopólio.

## Efeito sobre o desenvolvimento econômico
Os agentes de corrupção impedem o desenvolvimento econômico criando fortes distorções e deficiências no mercado. Por exemplo, as empresas privadas sofrem com o aumento do custo dos negócios em função da necessidade de realizar pagamentos ilícitos exigidos pelos funcionários corruptos, de ter que aumentar a complexidade do gerenciamento em função da necessidade de negociar com os funcionários corruptos e do risco judicial e à imagem causado por eventual vazamento ou detecção da ilegalidade por funcionários e juízes não corruptos.
As ações corruptas tendem a beneficiar os agentes de corrupção ativa e não a sociedade como um todo. O ganho dos agentes de corrupção passiva é extremamente pequeno em relação ao ganho financeiro dos agentes de corrupção ativa e menor ainda que as perdas econômicas ponderadas da sociedade. Um exemplo é a criação e promulgação de leis e portarias que protegem as grandes empresas às custas das pequenas empresas (que são levadas a sair do mercado por não conseguirem atender o que a legislação criada exige) e do público em geral (que pagará preços mais altos à medida que as pequenas empresas saem do mercado e as grandes empresas conseguem fazer valer seu poder econômico oligopolístico). O custo das grandes empresas para obter este retorno é apenas e tão somente o suborno (ou as contribuições eleitorais) os agentes de corrupção passiva que usaram seu poder institucional para elaborar e promulgar tais leis. Os agentes de corrupção passiva (funcionários públicos e políticos, embora pensem que estão apenas "retornando", em um sentido econômico, o investimento que as grandes empresas fizeram ao contribuir para suas campanhas eleitorais, na verdade estão causando uma forte parada do desenvolvimento econômico do país em questão).
Os agentes de corrupção podem agir no sentido de direcionar o investimento público em projetos de uso de capital em que a quantidade monetária usada para o suborno pode ser mais generosa como, por exemplo, as grandes obras de infraestrutura (estradas, usinas hidrelétricas, usinas termo e hidrelétricas etc). Os agentes passivos (governantes e os funcionários públicos), para promover ou esconder essas negociações, podem aumentar a complexidade dos projetos dos setores públicos e as exigências de habilidade técnica ou de experiência em negócios semelhantes, de maneira a diminuir a possibilidade de novos pretendentes às licitações fraudadas aparecerem para concorrerem.
A afirmação que a corrupção reduz custos porque diminui os procedimentos burocráticos legais exigidos em função do fornecimento de subornos ou propinas (que são menores que os custos burocráticos) não se sustenta numa análise mais profunda. A razão é que tais propinas induzem os funcionários públicos e empregados de empresas privadas interessadas em barreiras legais de entrada em seu setor aos novos concorrentes a formarem grupos de interesse e a pressionar os respectivos parlamentos para criarem novas leis e normas legais. Os legisladores corruptos — acumpliciados com os agentes públicos e privados de corrupção — imporão maiores custos em um novo ciclo de corrupção.
Ao inflacionar o custo dos negócios, a corrupção diminui a disponibilidade de bens e serviços á sociedade. Ao diminuir o jogo capitalista da competição entre empresas, ela também aumenta os custos dos bens e serviços, diminuindo sua disponibilidade aos cidadãos. Ao blindar as empresas ligadas conectadas por laços de corrupção aos agentes públicos corruptos, a corrupção permite não apenas a sobrevivência e crescimento de empresas ineficientes para o fornecimento de bens e serviços a um preço adequado à sociedade, mas também favorece – no jogo de mercado capitalista – o desaparecimento das empresas eficientes, mas desprovidas de conexões com os agentes de corrupção.

## Relação com outros crimes
O resultado da corrupção política pode ser desde a apropriação de bens públicos. A apropriação de serviços públicos, a apropriação de dinheiro público, o nepotismo, a cobrança de propinas, a extorsão, a compra e a venda de influência política e a realização de fraudes em licitações públicas.
No entanto, além da obtenção de diferenciais competitivos ilegais, um segundo objetivo principal dos agentes ativos e passivos de corrupção política é a facilitação de atividades criminais como o tráfico de drogas, a lavagem de dinheiro e exploração da prostituição. Neste caso, atividades criminosas – como a do contrabando, o do tráfico de armas, o tráfico de seres humanos, o tráfico de órgãos, o tráfico de animais silvestres, o tráfico de influência política – usam a corrupção política como ferramenta criminosa.

## Fatores de favorecimento
NAS (NAS et al, 1986) divide as causas da corrupção em "causas derivadas de características pessoais" e em "influências estruturais". As características pessoais podem ser resumidas em desejo por poder derivado de status social. As influências estruturais são divididas em capacidade e qualidade do envolvimento dos cidadãos (que mais tarde Putnam denominou de capital social) e os efeitos do sistema judiciário e legal. Para uma abordagem teórica da corrupção, veja o artigo "A Policy-Oriented Theory of Corruption" (NAS, Tevfik, PRICE, Albert e WEBER Charles. American Political Science Review, 1986).
O principal fator favorável à corrupção é o regime de governo em que não há democracia, isto é, o regime ditatorial ou autoritário. Nestes regimes, as estruturas governamentais de tomada de decisão concentram o poder de decisão em poucas pessoas.
Existem diferenças culturais na forma como corrupção é realizada e na forma com que o dinheiro extraído é empregado. Por exemplo, em países da África a corrupção tem sido uma forma de extração de renda em que o capital financeiro obtido é exportado para o exterior ao invés de ser reinvestido no país. A imagem dos ditadores que possuem contas bancárias em bancos suíços é caricata, mas muito frequentemente verdadeira. Por outro lado, a corrupção em alguns governos asiáticos, como o do presidente Suharto (que cobrava suborno na forma de percentagem da receita bruta de todos os negócios realizado na Indonésia), tende a não exportar em níveis tão elevados o capital extraído e a fornecer mais condições para o desenvolvimento com investimentos em infraestrutura, lei e ordem (que não afetem logicamente a atividade da corrupção) etc. Em países da América do Sul, os agentes de corrupção historicamente tem mantido ambos os enfoques.
Pesquisadores da Universidade de Massachusetts estimaram que a fuga de capitais dos 30 países africanos subsaarianos ultrapassou 187 bilhões de dólares estadunidenses, uma soma que excede a dívida externa desses países. A perda dos países, medida em desenvolvimento econômico retardado ou suprimido das sociedades, foi modelada em uma teoria pelo economista, Mancur Olson. Um dos fatores para o comportamento africano foi que a instabilidade política levava os novos governantes a confiscar os ativos obtidos de forma corrupta pelos governantes antigos. Isto levava todos os governantes e funcionários a enviar a riqueza adquirida de forma corrupta para o exterior para ficarem fora do alcance do confisco caso perdessem o poder político.
A falta de transparência da estrutura governamental é outro fator favorável. Mesmo em regimes democráticos podem existir e geralmente existem estruturas viciadas através das quais a legislação dificulta ou mesmo impede a prestação de contas dos tomadores de decisão para a cidadania. O impedimento do olhar fiscalizador do uso do dinheiro público por parte do cidadão implica seu acesso ao interior da estrutura burocrática estatal de tomada de decisão e não apenas aos efeitos da tomada de decisão na realidade.
Falta de simetria de informação entre os membros da sociedade. A falta de educação de qualidade em que é mantida a maior parte da população dos países mais corruptos é um fator extremamente favorável à instalação e manutenção da corrupção porque cria um círculo vicioso de atividades de corrupção.
Mesmo que haja democracia formal, a população mantida ignorante acaba votando em políticos corruptos que apenas possuem um discurso de proteção às pessoas mais desfavorecidas. Tais políticos corruptos, ao obterem ou manterem o poder político, forçam para usar o poder político em ações corruptas com o dinheiro dos cidadãos (seja público, oriundo dos impostos e de posse do Tesouro do Estado, seja ele capital privado, em mãos dos cidadãos). Esse capital financeiro público ou privado transferido para os agentes corruptos ativos ou passivos deixa menos valor econômico a ser investido em educação.
Em termos de Teoria Econômica, pode-se dizer também que o custo de oportunidade do capital extraído para a corrupção é infinito, pois não há nenhum ganho alternativo para a sociedade como um todo (para sua população) com sua transferência para os grupos de agentes de corruptos.
A falta de educação política também é um fator que aumenta a propensão do cidadão em não defender e/ou não exercer seus direitos de cidadania, como a liberdade de expressão ou a liberdade de imprensa. Ela aumenta também a negligência dos cidadãos do país na defesa de seu status social de cidadão.

## A visão do poder político como fator necessário e suficiente para a existência da corrupção
O poder político é o poder que os membros de uma sociedade estabelecida conferem a um ou alguns de seus membros para que dirijam a sociedade conforme regras escritas e/ou não escritas. O poder político sobre a sociedade é legitimado por um conjunto de princípios organizacionais – as normas e as leis que aparecem durante o desenvolvimento histórico da sociedade. Nesta acepção de poder restringido pelas leis escritas e/ou pelas regras e normas sociais informais da sociedade, o poder político é um poder não absoluto. Ele depende exatamente destas regras.
A existência destas regras implica que as pessoas em sociedade trocam uma parte de sua liberdade pela possibilidade de viverem dentro da organização social. O poder político se origina dessa necessidade que as pessoas têm de viver em sociedade. Portanto, ele se origina dessa necessidade de autoridade que permita a existência mesma da sociedade.
A obtenção mesma, por parte do sujeito, de funções de poder político o retira da esfera da vida privada e o coloca na esfera da vida pública. Isto é, o ato de exercer as funções de poder político confere ao sujeito autoridade política, isto é, "capacidade de exercer poder sobre as outras pessoas da sociedade". Essa mudança equivale a uma agressão radical à igualdade natural que existe biologicamente entre todas as pessoas e que vêm dos tempos dos em que os seres humanos eram povos caçadores-coletores e as sociedades eram muito incipientes em termos de regras sociais.

## Corrupção pela Transparência Internacional

### A organização
A Transparência Internacional é uma organização não governamental fundada na Alemanha que tem como missão criar mudanças de comportamento que levem a um mundo livre de corrupção. Ela possui atualmente escritórios distribuídos em 90 países do planeta. A mensuração da corrupção, em um sentido estatístico clássico, isto é, a comparação da frequência de crimes de corrupção nos diferentes países do mundo é um problema insolúvel desde que os próprios agentes de corrupção governamentais e privados envolvidos nos crimes de corrupção obviamente não denunciarão a si mesmos. No entanto, isto não impede a Transparência Internacional de fornecer três medidas de corrupção atualizadas anualmente. A primeira medida é o Indicador de Percepção de Corrupção (baseado em opinião de especialistas no assunto). A segunda é o Barômetro da Corrupção Global, baseado em um pesquisa sobre atitudes do público em geral dos diferentes países em relação a corrupção e como as pessoas a experimentam, na vida cotidiana) e a Pesquisa dos Pagadores de Suborno (dirigida ao levantamento da vontade das grandes empresas multinacionais em pagar propinas e suborno para fazerem negócios nos países em que atuam). O valor desta pesquisa tem sido disputado, por se basear em percepções subjetivas. Os países considerados menos corruptos podem dispor de técnicas extremamente sofisticadas de manipulação de informações que escondam a corrupção das vistas públicas ou as disfarcem de negócios legítimos.

### Índice de Percepções de Corrupção
Desde 1995, a Transparência Internacional publica o relatório anual Índice de Percepções de Corrupção que ordena os países do mundo de acordo com "o grau em que a corrupção é percebida a existir entre os funcionários públicos e políticos". A organização define a corrupção como "o abuso do poder confiado para fins privados".
A pesquisa de 2003 abrangeu 133 países, a pesquisa de 2007, 180. A maior pontuação significa menos (percepção de) corrupção. Os resultados mostram que sete de cada dez países (e nove de cada dez países em desenvolvimento) possuem um índice de menos de 5 pontos em 10.

### Índice de Percepção de Corrupção da Transparência Internacional
- «Ranking global (2004)». em Folha Online.
- «Ranking global (2005)». em Transparência Internacional.
- «Ranking global (2006)». em Transparência
- «Ranking global (2007)». em Transparência Internacional.
- Levantamentos da Transparency International. Acesse em Corruption surveys